# Zone économique franche d'Incheon
La zone économique franche d'Incheon (en anglais : Incheon Free Economic Zone ou IFEZ) est une zone franche en cours d'implantation à Incheon, une ville sud-coréenne située à quelque 50 kilomètres de la capitale Séoul.

## Histoire
Le 1er juillet 2003, l'acte de création de la zone franche est signé. En août 2003, le ministre des finances désigne Songdo, Yeongjong, et Cheongra comme les premières zones franches de Corée du Sud, et, en octobre 2003, l'activité de la zone franche est officiellement lancée, avec Hwan-Kyun Lee comme premier dirigeant.
De 2003 à 2015, l'IFEZ a attiré $8,14 milliards d'investissement étranger, ce qui fait de la zone franche la plus attractive du pays. En 2010, l'IFEZ signe un accord avec l'Équateur pour l'aider à faire la transition vers une économie plus tertiaire.

## Description

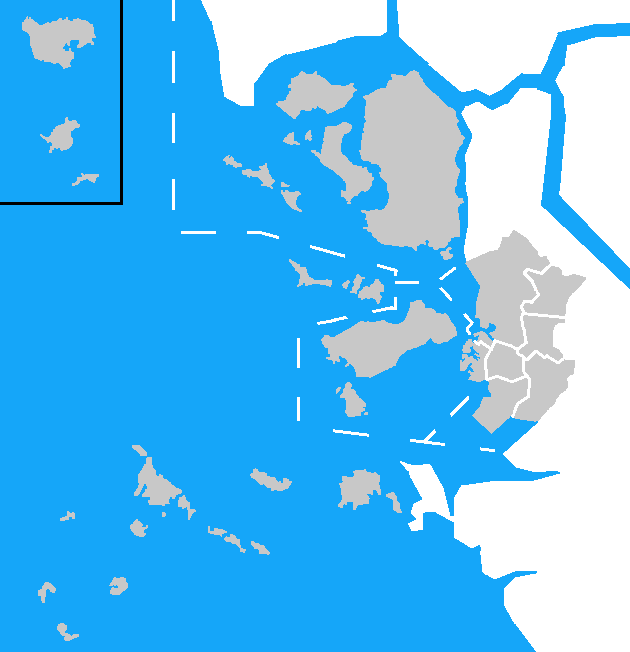
Emplacement d'Incheon

La zone franche s'étend sur une superficie totale de 20 938 hectares et est subdivisée en trois parties distinctes, Songdo, Cheongna (en) et l'île de Yeongjong. Le but de l'IFEZ est de transformer cette étendue en centres pour la logistique, le commerce international, les loisirs et le tourisme pour l'ensemble de l'Asie du Nord. La finalité de cette zone économique est d'améliorer l'environnement des affaires afin d'attirer des entreprises à capitaux étrangers et d'offrir des conditions de vie en adéquation pour les résidents étrangers. Cette première zone économique franche établie en Corée a été officiellement inaugurée en août 2003. Il est prévu que l'IFEZ devienne un quartier autonome, tant de vie que d'affaires, doté d’infrastructures pour le transport aérien et maritime, d'un complexe logistique, d'un centre d'affaires international et de services financiers, le tout complété par des zones résidentielles, des écoles, des hôpitaux, ainsi que par plusieurs centres commerciaux et de divertissement.
Le but de la création de cette zone franche est qu'elle devienne l'une des trois plus importantes zones économiques franches mondiales. L'établissement de l'IFEZ a été programmé en trois phases afin d'atteindre cet objectif :
1. 2003 à 2009 : construction des infrastructures
2. 2010 à 2014 : développement du projet (développer les infrastructures pour l'éducation, la santé et les loisirs, et attirer des entreprises nationales et internationales)
3. 2015 à 2020 : achèvement du projet

Les entreprises qui s'installent à IFEZ bénéficient d'une exemption d'impôts pendant 3 ans.

## Infrastructures

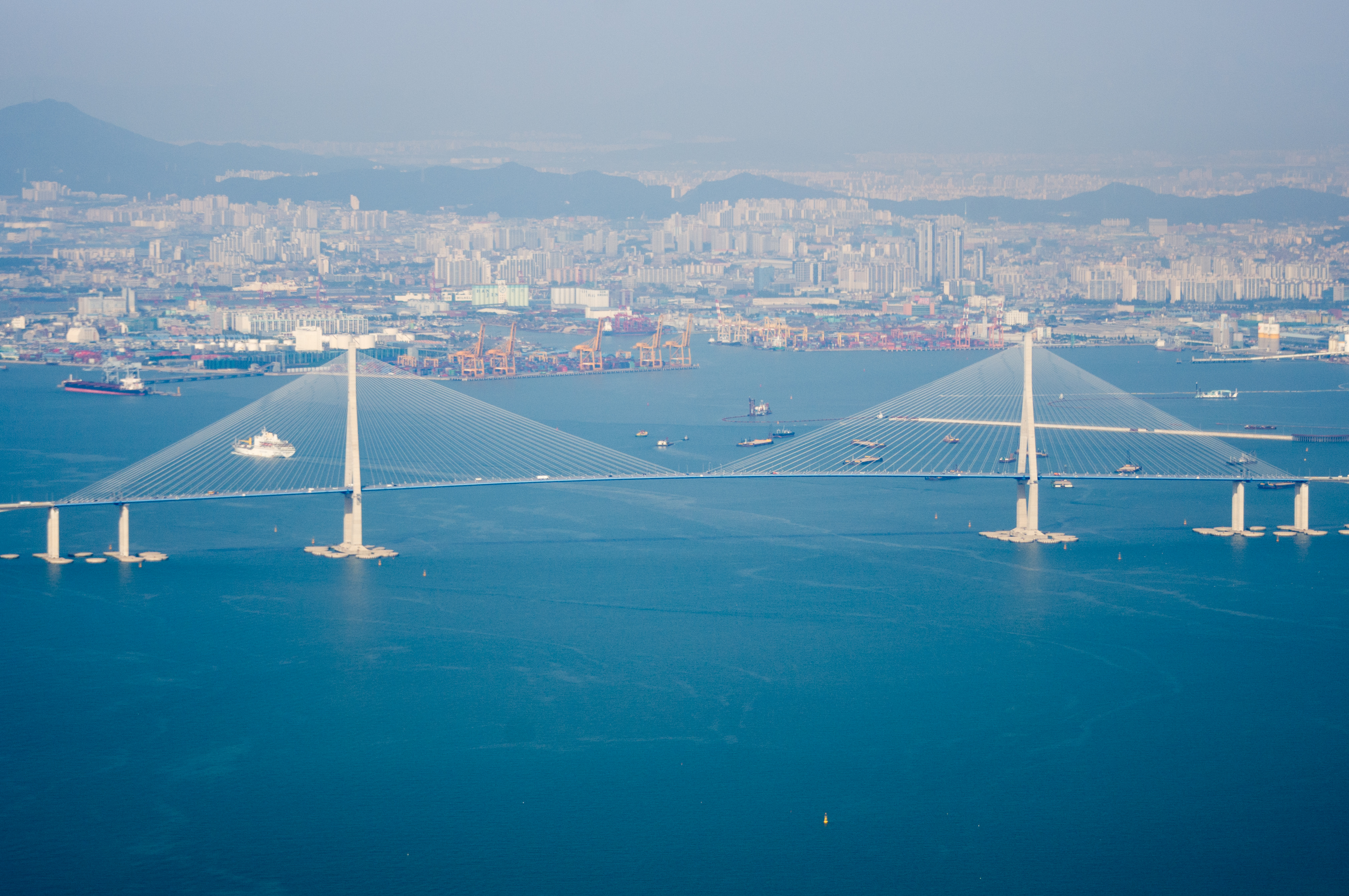
Grand pont d'Incheon.

- Tour d'Incheon (en) : gratte-ciel en construction qui se compose de deux tours jumelles de 102 étages culminant à l'altitude de 487 mètres. Les tours sont reliées entre elles par trois passerelles et comprendront des bureaux, un espace résidentiel et un hôtel.
- Pont d'Incheon (inauguré le 19 octobre 2009) :  pont à haubans d’une longueur de 12,5 kilomètres. Il relie l'île d'Yeongjong à la ville d'Incheon.